# Victor Trumper
Victor Thomas Trumper (* 2. November 1877 in Sydney, New South Wales; † 28. Juni 1915 ebenda) war ein australischer Cricketspieler. Er galt als einer der brillantesten Batsmen seiner Ära. 1903 wurde er zu einem der Wisden Cricketers of the Year gewählt. Aus Anlass des 100-jährigen Jubiläums des Wisden Cricketers’ Almanack 1963 wurde er zu einem der Six giants of the Wisden century gewählt. Im September 2009 wurde Trumper in die ICC Cricket Hall of Fame aufgenommen.
Sein Testdebüt feierte Trumper im Juni 1899 gegen England in Nottingham. Insgesamt bestritt er für das australische Testteam 48 Matches, bei denen er 3163 Runs (39.04 Runs pro Wicket) erzielte. Seine beste Saison spielte Trumper 1902. In dieser Saison erzielte er 2570 Runs in 35 Matches (48 Runs pro Wicket). Seinen letzten Einsatz bei einem Test hatte er Ende Februar 1912 gegen England in Sydney.